# Ormoy (Yonne)
 Ormoy  ist eine französische Gemeinde mit 650 Einwohnern (Stand 1. Januar 2022) im Département Yonne in der Region Bourgogne-Franche-Comté; sie gehört zum Arrondissement  Auxerre und zum Kanton Saint-Florentin.

## Geographie
Die Gemeinde liegt etwa drei Kilometer südöstlich von Migennes, zwischen den Flüssen Armançon und Serein. 
Nachbargemeinden von Ormoy sind Esnon im Norden, Brienon-sur-Armançon im Nordosten, Mont-Saint-Sulpice im Osten, Hauterive im Südosten, Beaumont im Süden, Cheny im Westen sowie Migennes im Nordwesten.

## Bevölkerungsentwicklung
| Jahr      | 1962 | 1968 | 1975 | 1982 | 1990 | 1999 | 2007 |
| Einwohner | 478  | 451  | 562  | 625  | 655  | 681  | 663  |